# کلارینت پایپ گاز
کلارینت پایپ گاز یک سبک موسیقی است که در آن نوازنده کلارینت از آن برای تولید افکت‌هایی مانند صدای حیوانات، خنده و همچنین بوق، غرغر، جیرجیر و و غیره استفاده می‌کند. جالب است بدانید که این ساز برای طنز طراحی شده‌است و در بسیاری از آثار کمدی موزیکال دهه ۱۹۱۰ تا ۱۹۳۰ استفاده می‌شد. اعضای این سبک موسیقی شامل فس ویلیامز، بوید سنتر و تد لوئیس بودند اما احتمالاً بهترین شخص در این سبک جورج مک کلنون است.